# Баштанський сирзавод
Башта́нський сирзавод — підприємство міста Баштанки (Баштанський район, Миколаївська область, Україна), лідер виробництва молочної продукції в Миколаївській області та Україні. Товари підприємства також є популярними в країнах ближнього зарубіжжя. З 2008 року Баштанський сирзавод входить до складу групи компаній «Молочний альянс». Продукція заводу відома під торговою маркою «Славія».

## Якість
Продукція заводу виготовляється виключно з натуральних компонентів з дотриманням всіх технологічних норм. Про цей успіх свідчить неодноразова перемога торгової марки «Славії» на незалежній телепрограмі «Знак якості» (телеканал «Інтер»).

## Нагороди
- Найкраща молочна продукція — «СЛОВ'ЯНСЬКИЙ БАЗАР» (літо) 2004 р.;
- Переможець конкурсу «100 найкращих товарів України» — 25-26.03.2005 р м. Київ;
- Переможець «Національного конкурсу на здобуття Премії СНД за досягнення у сфері якості продукції та послуг»2007 р.;
- Нагорода «ЄВРОМАРКЕТ» європейського центру дослідження ринку — за високу якість випущеної продукції, Київ 2003 р;
- Золота медаль в конкурсі «Найкраща торгова марка», Київ (сир «Український», «Львівський», «Пошехонський») 2001 р;
- Золота медаль — «Найкраща торгова марка» сир «Гауда», «Голландський», «Звенигородський» Київ, 6-10.04.2004 р;

## Продукція

### Тверді сири
- Мааздамер
- Український
- Костромський
- Емменталь
- Гауда
- Пошехонський
- Баштанський Ювілейний
- Мармуровий
- Львівський
- Сметанковий
- Звенигородський
- Прибалтійський
- Російський
- Голландський
- Ла-скавія

### Напівтверді сири
- Чеддер Еко
- Сулугуні
- Чеддер-палички копчені
- Чеддер-Чечил

### М'які сири
- Моцарела

### Плавлені сири
- Дружба
- Російський
- Казка
- Невський вершковий
- Міський
- Голландський
- Медовий
- Пінгвін
- Шоколадний
- Янтар

### Ковбасні плавлені сири
- Ковбасний Мисливський
- Баштанський Елітний
- Баштанський Елітний зі спеціями
- Ковбасний копчений

+Молоко, кефір, масло, ряжанка та закваска.

## Значення для міста та регіону
Баштанський сирзавод є найуспішнішим підприємством Баштанського району, який забезпечує регіон десятками трудових місць, а також є основним джерелом наповнення місцевого бюджету. Сирзавод є засновником багатьох спортивних (створення футбольного клубу «Славія») та освітніх проектів.